# Araponga (Minas Gerais)
Araponga es un municipio del estado de Minas Gerais.

## Historia
En 1832 fue construida la primera iglesia bajo la dirección del Reverendo Joaquim Fernandes de Godói Torres, siendo este el primer y único vicario de la Parroquia, fue él quien de hecho dirigió el poblado por 31 años. Siendo el guía y el mentor espiritual del pueblo de la época, puede ser considerado el verdadero fundador del poblado de los Arrepiados.	
El 10 de julio de 1886, la Ley Provincial n.º 3387 cambia la denominación de Parroquia de San Miguel y Almas de los Arrepiados, al nombre de Municipio de Viçosa, para San Miguel del Araponga, durante el mandato de la familia Ferraz.	
El 17 de diciembre de 1938, por el Decreto de Ley n.º 148, el gobernador renombra su denominación a Araponga, y por efecto del mismo, el distrito de Araponga pasó a pertenecer al recién creado municipio de Ervália, finalmente la Ley Estatal n.º 2.764 del 30 de diciembre de 1962, elevó el distrito de Araponga perteneciente a Ervália, a la categoría de ciudad.